# Пологовий будинок

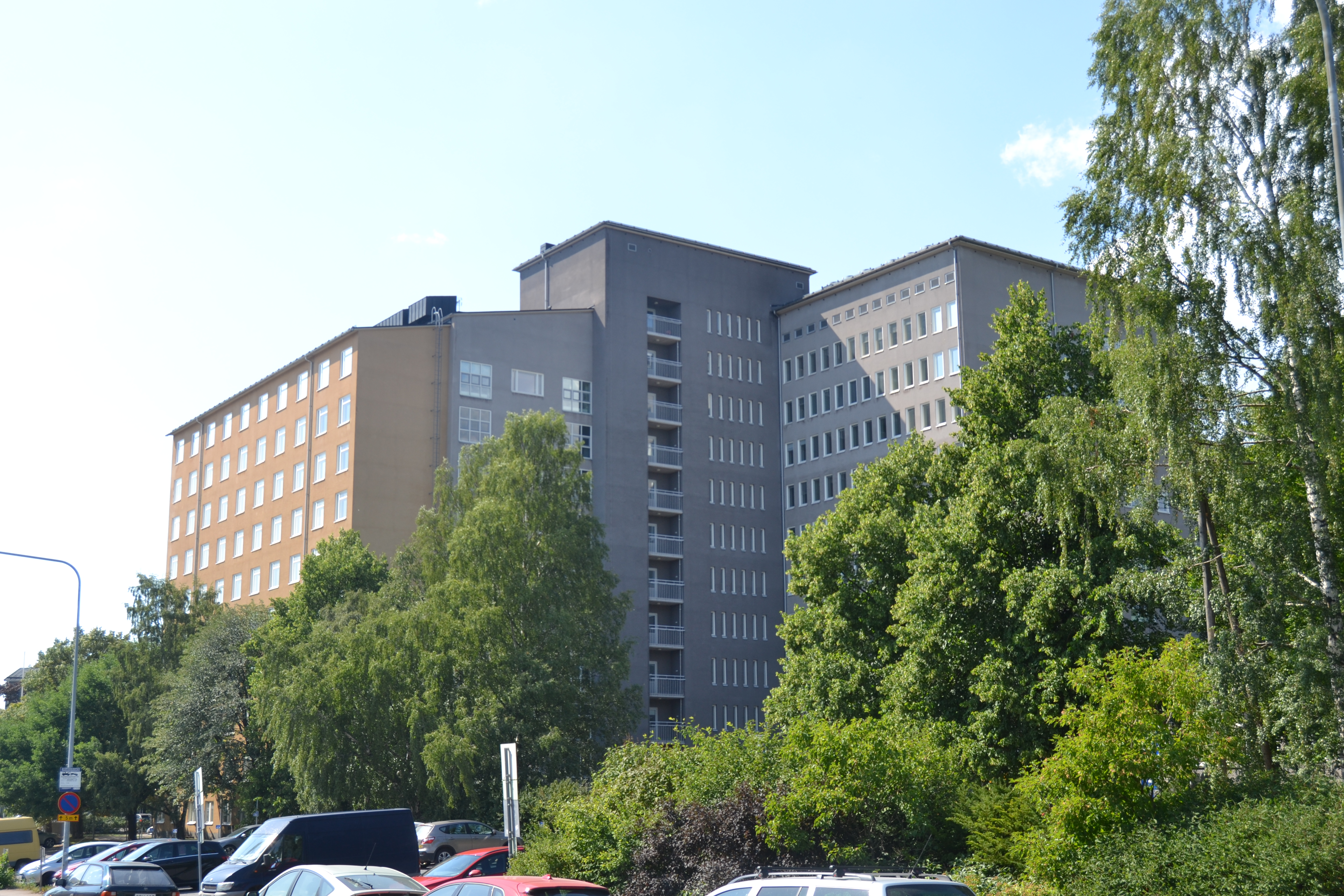
Kätilöopisto, колишній пологовий будинок у Гельсінкі, Фінляндія

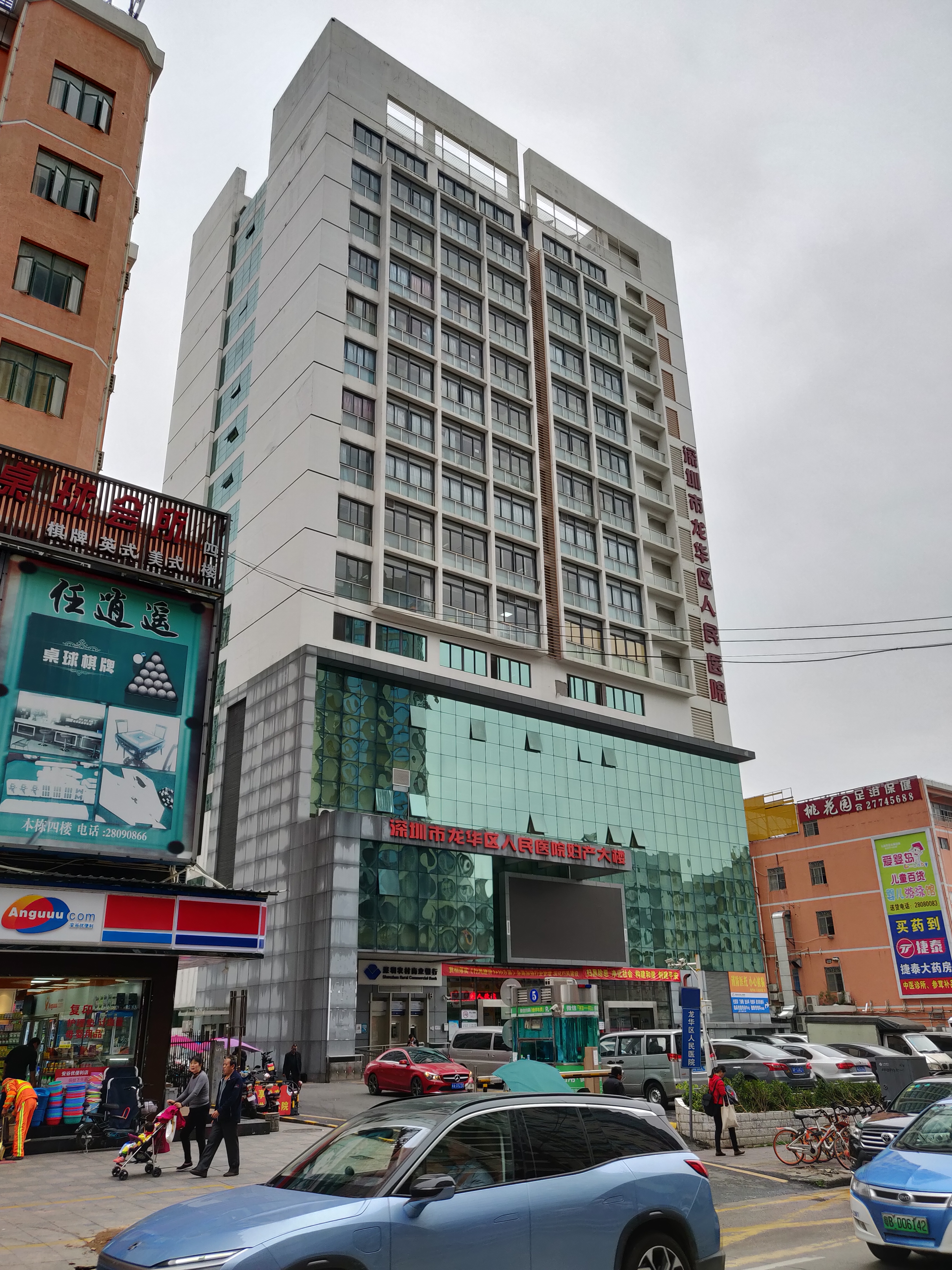
Будинок акушерства і гінекології у Шеньчжені, Китай

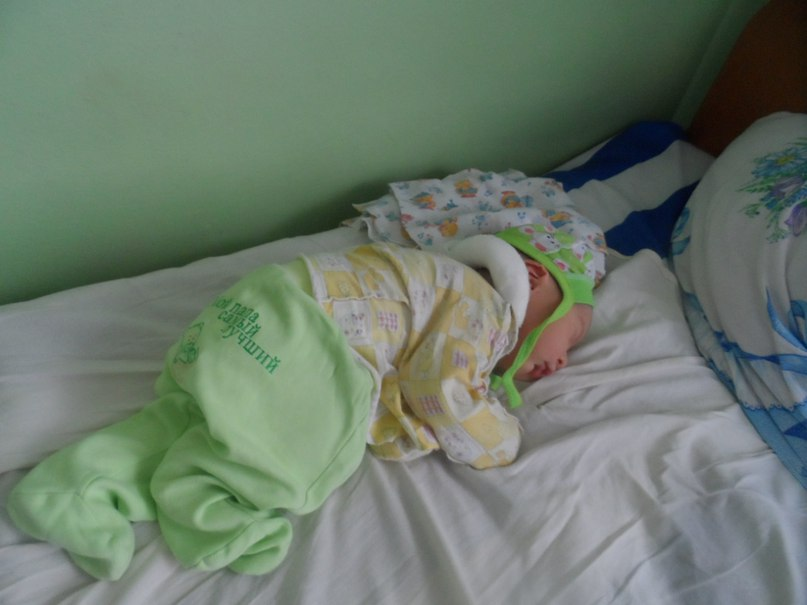
Новонароджений малюк у пологовому будинку

Полого́вий буди́нок — лікувально-профілактичний заклад в системі Міністерства охорони здоров'я, який, подає акушерську та гінекологічну допомогу вагітним, роділлям, породіллям і медичну новонародженим дітям. Пологові будинки у містах мають акушерський і гінекологічний стаціонар та жіночу консультацію.

## Статус в УРСР
У 1969 в УРСР було 45 700 ліжок для рододопомоги (у 1961 — 49 820, у тому ч. на селах бл. 16 000). В УРСР працювало 7 530 акушерів-гінекологів та понад 50 000 акушерок, з них на с. 625 лікарів і 17 000 акушерок (1969).

## Витяг з положення «Про пологовий будинок» МОЗ України
- 1. Пологовий будинок є самостійним лікувально-профілактичним закладом, який забезпечує надання акушерсько-гінекологічної та неонатологічної стаціонарної допомоги.
- 2. Пологовий будинок підпорядковується територіальному органу охорони здоров'я.
- 10. Основними завданнями пологового будинку є:
  - 10.1. Надання кваліфікованої стаціонарної лікувально-діагностичної допомоги вагітним, роділлям, породіллям, новонародженим та гінекологічним хворим згідно з «Нормативами надання стаціонарної акушерсько-гінекологічної та неонатологічної допомоги».
  - 10.2. Забезпечення пацієнтів невідкладною акушерсько-гінекологічною та неонатологічною допомогою.
  - 10.3. Забезпечення пацієнтів кваліфікованою анестезіологічною та реанімаційною допомогою.
  - 10.5. Своєчасне скерування при необхідності пацієнтів на вищий рівень надання медичної допомоги згідно з визначеними рівнями організації акушерсько-гінекологічної допомоги в Україні.
  - 10.6. Здійснення заходів щодо профілактики виникнення внутрішньолікарняних інфекцій.
  - 10.7. Організація лікувально-діагностичної допомоги з питань репродуктивного здоров'я подружжю, молоді, особам, що беруть шлюб на стаціонарному етапі.
  - 10.8. Організація та забезпечення спеціалізованої консультативної допомоги пацієнтам пологового будинку.
  - 10.9. Проведення цитологічного скринінгу на патологію шийки матки усіх пацієнтів, які звернулися за медичною допомогою вперше за звітний рік.
  - 10.10. Організація спільного перебування матері та новонародженого відповідно до вимог чинних галузевих нормативних документів.
  - 10.15. Проведення експертизи тимчасової непрацездатності хворих. Аналіз та розробка заходів щодо її зниження.
  - 10.17. Забезпечення взаємозв'язку та наступності у роботі зі станцією швидкої медичної допомоги, жіночими консультаціями, амбулаторно-поліклінічними закладами та дитячими поліклініками, спеціалізованими ЛПЗ (дермато-венерологічні лікарні, протитуберкульозний диспансер та ін.).
  - 10.19. Надання інформації про всі випадки внутрішньолікарняних інфекцій, материнської смертності, нещасні випадки та надзвичайні події територіальним органам охорони здоров'я.
  - 10.20. Забезпечення організації проведення патологоанатомічного дослідження згідно з чинним законодавством, участі у ньому фахівців, причетних до надання медичної допомоги померлим пацієнтам.
  - 10.25. Організація і проведення санітарно-просвітницької роботи серед населення з питань збереження та зміцнення репродуктивного здоров'я; профілактики ускладнень вагітності та пологів; профілактики ЗПСШ, ВІЛ, СНІДу; планування сім'ї; первинної профілактики вроджених вад розвитку; профілактики онкозахворювань та інше.